# Roldana tepopana
Roldana tepopana là một loài thực vật có hoa trong họ Cúc. Loài này được (B.L.Turner) B.L.Turner miêu tả khoa học đầu tiên.